# Jason Vega
Jason Alonso Vega Carmona (Quesada, Costa Rica, 6 de noviembre de 1995) es un futbolista costarricense/nicaragüense que juega como portero en el Real Estelí F. C. de la Primera División de Nicaragua.

## Trayectoria

### A. D. San Carlos
Realizó su debut el 1 de octubre de 2016 contra la UCR Fútbol Club, disputando la totalidad de minutos por la derrota 0-3.

### A. D. Cofutpa
En enero de 2017, se oficializó su fichaje a la A. D. Cofutpa en condición de préstamo por seis meses.

### A. D. San Carlos
El 15 de mayo de 2019 se coronó campeón de la máxima categoría costarricense, obteniendo el primer título nacional con la institución sancarleña.

### Puntarenas F. C.
En julio de 2019, se oficializó su fichaje al Puntarenas F. C. en condición de préstamo por seis meses.

### A. D. San Carlos
Después de su préstamo con Puntarenas F. C., Vega regresó a A. D. San Carlos a partir del 2020. El 23 de mayo de 2024, renovó su contrato hasta junio de 2025.

## Selección nacional
El 26 de mayo de 2024, Jason Vega debutó con la selección nacional contra Guatemala en un partido amistoso, dándose su ingreso al inicio de la parte complementaria, el encuentro finalizó por el empate 1-1.
El 5 de junio de 2024, debutó en una eliminatoria contra Montserrat, disputando la totalidad de minutos, el encuentro finalizó por la victoria 1-4. Tres días después estuvo en el banco de suplencia contra Belice (victoria 0-4).

#### Participaciones en eliminatorias
| Eliminatoria               | Sede                             | Resultado   | Partidos | Goles |
| -------------------------- | -------------------------------- | ----------- | -------- | ----- |
| Clasificación Mundial 2026 | Estados Unidos · México · Canadá | Por definir | 1        | -1    |

## Clubes
| Club                        | País       | Año           |
| --------------------------- | ---------- | ------------- |
| A. D. San Carlos            | Costa Rica | 2016-2024     |
| A. D. Cofutpa (préstamo)    | Costa Rica | 2017          |
| Puntarenas F. C. (préstamo) | Costa Rica | 2019          |
| Real Estelí F. C.           | Nicaragua  | 2024-presente |

## Palmarés

### Títulos nacionales
| Título                         | Club             | País       | Año  |
| ------------------------------ | ---------------- | ---------- | ---- |
| Segunda División de Costa Rica | A. D. San Carlos | Costa Rica | 2018 |
| Primera División de Costa Rica | A. D. San Carlos | Costa Rica | 2019 |